# Elena Asins
Elena Asins Rodríguez née à Madrid en 3 mars 1940 et morte le 19 décembre 2015, est une artiste peintre espagnole et l'une des pionnières de l'art numérique et de la conception assistée par ordinateur.[réf. nécessaire]

## Œuvre
Depuis la maison traditionnelle qu’elle a restauré à Azpirotz (Navarre), elle crée des pièces que l’on peut voir dans les rues. Elle n’a pas besoin de façonner des référents visuels qui se rattachent au monde réel. L’ordinateur et la calculatrice sont les outils de travail qui permettent l’obtention de formes mathématiques en interrelation numérique.
Elena Asins s’initie à la figuration pendant les années soixante. Par la suite, c’est au Centre de Calcul de l’Université Complutense (Madrid) où elle collabore avec José María Yturralde et Soledad Sevilla au séminaire « Génération de formes plastiques ». Elle franchit les limites du langage pictural pour étendre son concept artistique à la musique et l’architecture.

## Distinction
En 2005, elle reçoit la médaille d'or du mérite des beaux-arts par le Ministère de l'Éducation, de la Culture et des Sports.
Elle reçoit en 2011 le prix national d'arts plastiques.